# میته لانگ نیلسن
میته لانگ نیلسن (انگلیسی: Mette Lange-Nielsen; ۳۰ آوریل ۱۹۲۹ – ۲۹ مهٔ ۱۹۸۱) هنرپیشه، و بازیگر سینما اهل نروژ بود.